# Efecto Kaye
El Efecto Kaye es una extraña propiedad de los líquidos complejos que fue descrita por primera vez por el británico Alan Kaye en 1963.
Mientras vertía una mezcla viscosa de un líquido orgánico sobre una superficie, la superficie repentinamente devolvió otro chorro ascendente que tendía a combinarse con el chorro que estaba cayendo. 
Líquidos comunes con esta propiedad son jabones de mano, champús y pintura líquida. 
El efecto suele pasar inadvertido porque raramente dura más de 300 milisegundos.
- Datos: Q286414
- Multimedia: Kaye effect / Q286414